# Trinidad Jiménez
Trinidad Jiménez García-Herrera, née le 4 juin 1962 à Malaga, est une femme d'État espagnole membre du Parti socialiste ouvrier espagnol (PSOE).
Très proche de José Luis Rodríguez Zapatero, elle est nommée secrétaire aux Relations internationales du PSOE en 2000. Trois ans plus tard, elle se présente à l'élection municipale à Madrid et obtient le meilleur score du parti depuis 1987, mais reste cantonnée dans l'opposition.
Elle devient secrétaire d'État à l'Amérique latine en 2006 puis députée de Madrid en 2008, un mandat qu'elle ne peut exercer du fait de ses fonctions exécutive. Avec le remaniement de 2009, elle entre au gouvernement comme ministre de la Santé. Le remaniement de 2010 lui permet d'accéder au poste de ministre des Affaires étrangères.
Aux élections anticipées de 2011, elle obtient un siège dans la province de Malaga. Elle revient en 2012 à la direction du PSOE, en tant que secrétaire à la Politique sociale. Elle n'y est pas reconduite en 2014 et annonce son retrait de la vie politique en 2015.

## Biographie

### Formation
Arrivée à Madrid à la suite de la mutation de son père, elle obtient une licence en droit à l'université autonome de Madrid.

### Débuts en politique
Elle commence sa carrière politique au sein des Jeunesses socialistes d'Espagne (JSE).

### Nueva Via
Membre du courant socialiste Nouvelle Voie (Nueva Vía) dirigé par José Luis Rodriguez Zapatero, elle appuie clairement la candidature de ce dernier au secrétariat général du PSOE lors du XXXVe congrès du parti en juillet 2000. Après son élection, il la nomme secrétaire aux Relations internationales de la Commission exécutive fédérale.

### Des municipales au gouvernement
Tête de liste socialiste aux élections municipales du 25 mai 2003 dans la ville de Madrid, elle est largement défaite par le candidat du Parti populaire et président sortant de la Communauté de Madrid, Alberto Ruiz-Gallardón. Toutefois, elle obtient le plus grand nombre de conseillers municipaux socialistes depuis que le PSOE ne dirige plus la municipalité. En tant que conseillère municipale et proche amie d'Eduardo Madina, elle célèbre le mariage de ce dernier et de Paloma Villa en septembre 2006. 
Son nom fut évoqué pour devenir ministre dans le gouvernement de Rodríguez Zapatero après la victoire de celui-ci aux élections législatives du 14 mars 2004, mais elle resta conseillère municipale de la capitale espagnole jusqu'à sa nomination comme secrétaire d'État pour l'Amérique latine (Secretaria de Estado para Iberoamérica) le 6 septembre 2006.
Le 9 mars 2008, elle est élue députée pour Madrid lors des élections législatives mais elle démissionne le 22 avril suivant, ayant été reconduite comme secrétaire d'État.

### Ministre de la Santé puis des Affaires étrangères
Finalement, Trinida Jiménez est nommée ministre de la Santé et de la Politique sociale (Ministra de Sanidad y Política Social) dans le second gouvernement Zapatero lors du remaniement ministériel du 7 avril 2009.
Elle annonce, le 9 août 2010 son intention d'être candidate à la présidence de la Communauté de Madrid, et devra donc pour se faire affronter le secrétaire général du Parti socialiste de Madrid-PSOE, Tomás Gómez, lors de primaires internes le 3 octobre. Le jour du scrutin, elle est battue avec 48 % des voix et moins de 600 voix de retard.
Elle devient ministre des Affaires étrangères le 20 octobre 2010, lors d'un ample remaniement ministériel.

### Fin de vie politique
Aux élections générales anticipées du 20 novembre 2011, elle est élue députée de la province de Malaga. Elle devient alors porte-parole à la commission de la Défense. Au congrès socialiste de février suivant, elle réintègre la commission exécutive en tant que secrétaire à la Politique sociale, aussi en mars est-elle élue vice-présidente de la commission de l'Égalité. Elle n'est pas reconduite dans la direction du parti au congrès extraordinaire de juillet 2014. En septembre suivant, elle est choisie comme porte-parole à la commission des Affaires étrangères.
Elle annonce son retrait de la vie politique le 16 septembre 2015, à trois mois des élections générales, au nom du renouvellement générationnel.